# Кранатов, Евгений Юрьевич
Евгений Юрьевич Кранатов (род. 22 ноября 1962, Казань) — советский и российский футболист, выступавший на позиции вратаря, и футбольный тренер. Сыграл 24 матчей в высшей лиге России.

## Биография
В детстве занимался хоккеем, только в 14 лет пришёл в футбол. Воспитанник казанской ДЮСШ «Трудовые Резервы», тренеры П. В. Крупин, А. М. Дятлов. На юношеском уровне выступал за всероссийскую сборную общества «Трудовые Резервы».
На уровне команд мастеров дебютировал в 1981 году в составе саранской «Светотехники», ещё до этого был в заявке команды «Сталь» (Чебоксары). В начале карьеры пробовал силы в московских «Торпедо» и «Локомотиве», но за основные составы так и не сыграл. Также выступал во второй лиге за казанский «Рубин», кировское «Динамо» (в котором проходил армейскую службу) и челнинскую «Турбину». В 1988 году впервые выступал за клуб первой лиги — кемеровский «Кузбасс».
В 1989 году перешёл в «Шинник», в котором стал основным вратарём и за три сезона сыграл более 100 матчей в советской первой лиге. В 1992 году в первом чемпионате России выступал в высшей лиге, дебютировал 29 марта 1992 года в матче против «Ростсельмаша». Всего за сезон сыграл 24 матча, а его команда вылетела из высшей лиги. По окончании сезона покинул «Шинник» и в течение года нигде не выступал из-за травмы.
В 1994 году перешёл в нижнекамский «Нефтехимик», в его составе выступал следующие четыре года. Затем играл за «КАМАЗ» и «Балаково». Профессиональную карьеру завершил в Нижнекамске в 43-летнем возрасте.
С начала 2000-х годов работал тренером, поначалу был играющим тренером в «Нефтехимике», затем работал тренером в дубле «КАМАЗа» и в детской команде «Рубина», а в 2012 году — снова в «КАМАЗе». С 2013 года работал тренером вратарей в «Рубине», сначала со второй командой, а потом перешёл в первую. В 2017 году стал тренером вратарей дебютанта второго дивизиона «Анжи-Юниор» из Зеленодольска.
В 2023 году — тренер вратарей в казанском «Соколе»
Играет в ветеранских соревнованиях за казанские «Трудовые резервы», также выступал за команду ветеранов «Рубина».